# Мориц, Деши
 Деши Мориц  (венг. Déchy Mór; 4 ноября 1851, Пешт, Королевство Венгрия — 8 февраля 1917, Будапешт) — венгерский путешественник, альпинист и географ, исследователь Кавказа.

## Биография
Деши Мориц сын железнодорожного магната, принявшего христианство еврея, он располагал большими средствами для проведения географических исследований.
Его отец был инженером-проектировщиком железных дорог и очень заботился о воспитании сына. В первую очередь его поощряли к изучению иностранных языков. Он учился в гимназии пиаристов в Тимишоаре и Будапеште, затем изучал геологию права и географию в Венском университете.
В 1872 году он участвовал в основании Венгерского географического общества. Позже стал вице-президентом, а затем и почётным президентом общества. Мориц был опытным альпинистом и много путешествовал. Он посетил Альпы, Карпаты, Боснию, Алжир, Марокко, Пиренеи, Кавказ и Гималаи, а также Шпицберген.
Главной темой исследования Деши выбрал Кавказ, где он провел 9 больших экспедиций в компании ученых и опубликовал их результаты в своем основном труде «Кавказ». Мои исследования и опыт в Кавказских горах (1907 г.), опубликованные на немецком языке : Der Kaukasus. Reisen u. Forschungen им Kaukasischen Hochgebirde (в 3 томах, 1905—1907).
Во время путешествий на Кавказ он посетил почти все его районы от Новороссийска до Куруша в Дагестане. Для лучшего понимания выучил русский язык, отчасти благодаря тому, что его жена (баронесса фон Штернберг) была родом из Одессы.
В 1897 году Деши совершил очередную поездку на Кавказ. Пребыв в Грозный экспедиция совершила путешествие по высокогорной Чечне, затем через Аргунское ущелье направилась в Грузию.
В 1898 году он совершил еще одну поездку на Кавказ при участие ботаника Ласло Холлоша, геолога Папа и проводника Унтербергера. Из станицы Невинномысской исследователи отправились в Учкулан. В верховьях Учкулана посетили долину Черюкол и по леднику Талычана достигли седловины в основном хребте, который он назвал перевалом Черюкол. Второй этап путешествия привел их в Дагестан. Из Грозного они направились в высокогорное село Ведено, затем перешли в Ботлих в долине Андийского Койсу. Из Ботлиха экспедиция проследовала в Хунзах и далее в аул Гуниб в долине Кара-Койсу и оттуда в Темир-Хан-Шуру.
Затем они вернулись в Грозный и оттуда отправились в свое путешествие по высокогорному Дагестану.
Выяснена топография самых сложных уголков высокогорья и раскрыты тайны «оледенелого» Кавказа. На этом завершился первый этап изучения высокогорного Кавказа, который тянулся с 1868 по 1903 год.

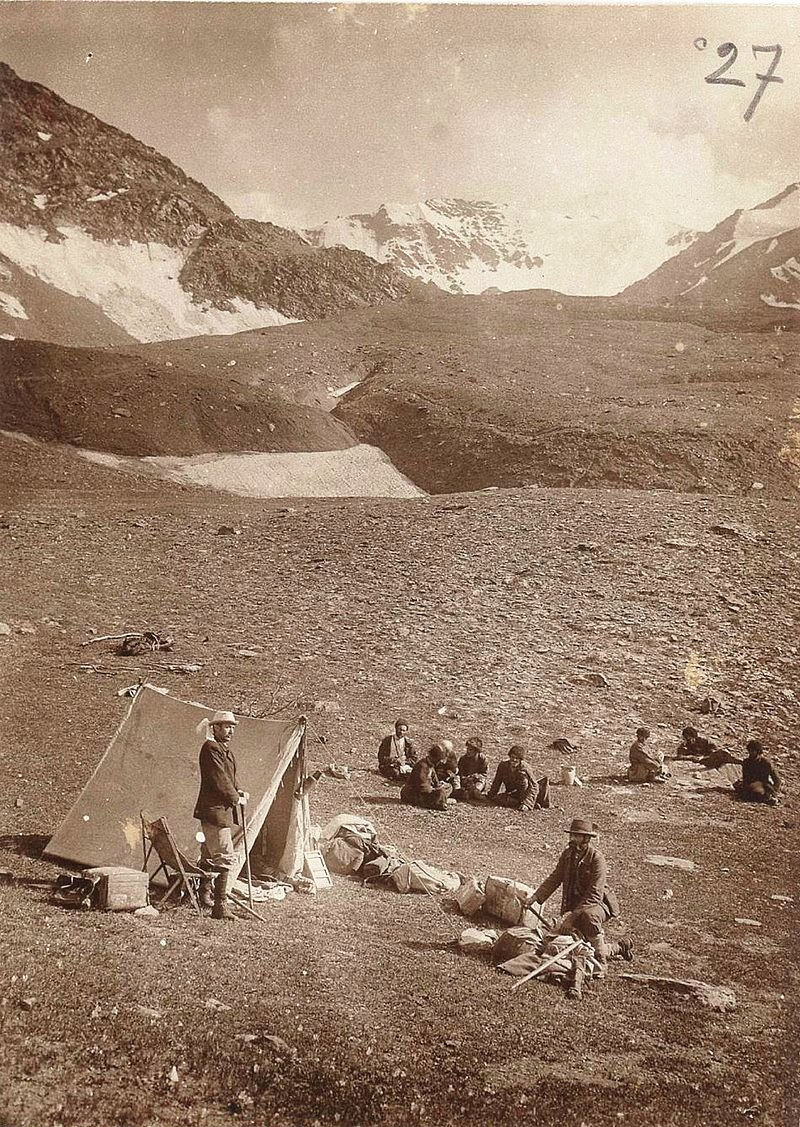
Лагерь у перевала Катчу-Лам. На фотографии экспедиция в Чечне, (1897)

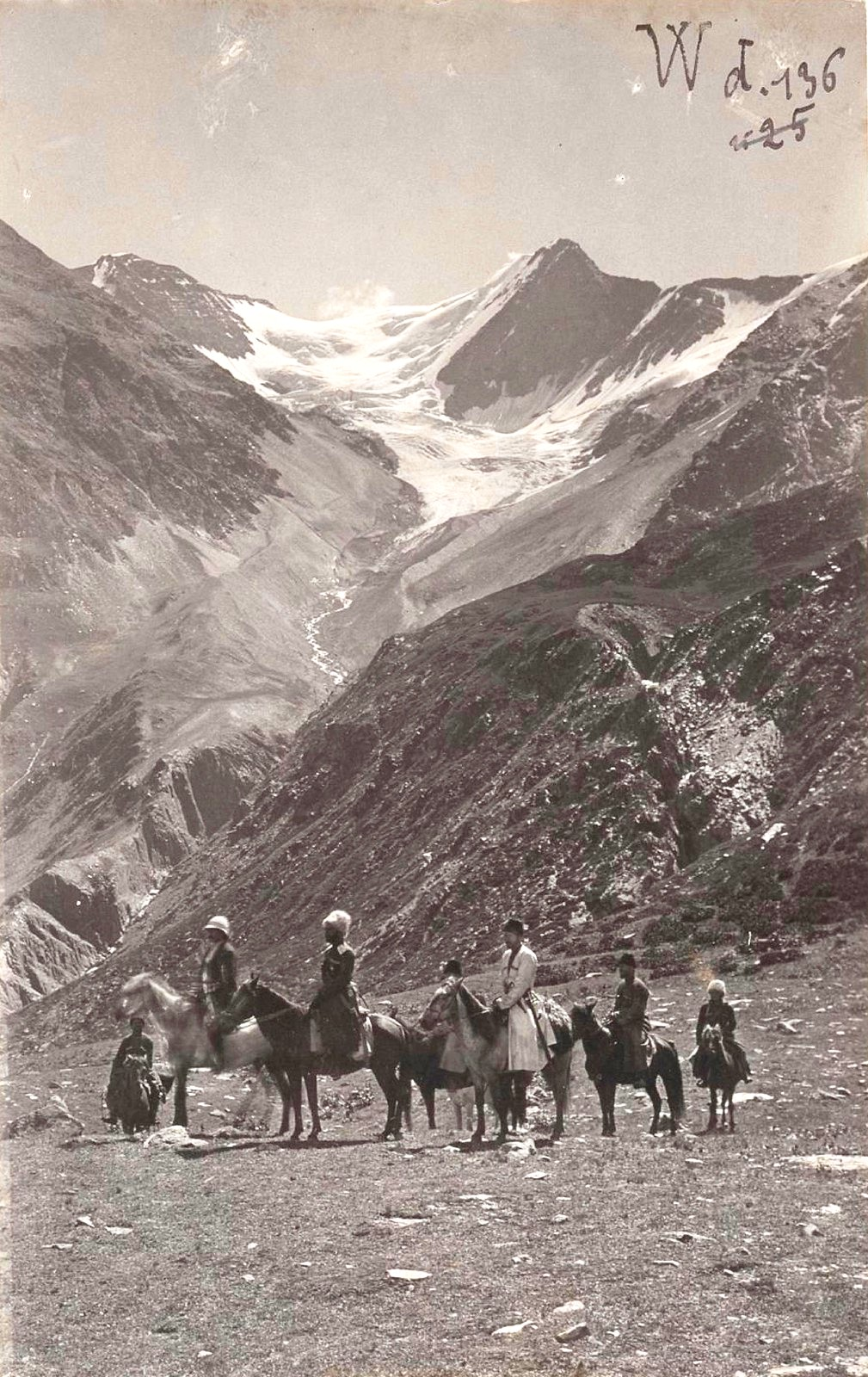
Восточный Кавказ. Дагестан. Ледник Хонох (1898)

Деши был сотрудником венгерских и других географических журналов. За его заслуги ему было присвоено звание почётного доктора Университета Клуж-Напока с избранием в члены Венгерской академии наук, а также нескольких иностранных географических обществ. Он пожертвовал свою коллекцию фотографий и камней Венгерскому королевскому геологическому институту и Венгерскому национальному музею. Министерство религии и народного образования приобрело ценную специализированную библиотеку для Дебреценского университета.

## Альпинизм
- 1874 г. Он первым поднялся на пик Татры, один из хребтов которого позже было названо его именем.
- 1884 г. Первым поднялся на вершину Кавказа Адай Чоч (4647 м).
- 1884 г. Он был первым венгром, достигшим вершины выше 5000 метров (23 августа, западная вершина Эльбруса, 5642 м). Он вспоминает этот момент:

"Люди только один раз побывали на этих высотах, в этих ледяных краях. С тех пор прошли годы, и когда я пробирался на Кавказ, покорение этой вершины было моим самым горячим желанием. Теперь вот, я достиг моей цели. Петр развернул привезенный нами небольшой трехцветный флаг и установил его на шест, который он вырезал из длинной ветки и неутомимо нес с собой, я установил его в снегу пика Эльбруса.
- Он был первым венгерским альпинистом, который поднялся на вершину Маттерхорн и Монблан.

## Память
- Могила Деши Морица находится в Национальном пантеоне, на кладбище Керепеши.
- Имя его сохранилось в топонимах пика Деши, Деши-чорба в Татрах.
- Его бюст находится в Эрде, в парке скульптур Венгерского географического музея, среди скульптур, изображающих 10 самых известных венгерских географов (созданных скульптором Белой Домонкош).
- В 2004 году, к 120-летию успешного восхождения Мора Деши на Эльбрус, венгерские альпинисты возглавили мемориальную экспедицию Деши Морица на Кавказ.
- В 2009 году трехъязычная (венгерский, немецкий, румынский) мемориальная доска была установлена в его школе в Тимишоаре, в гимназии пиаристов в Тимишоаре.